# Gérald Penciolelli
Gérald Penciolelli, né le 11 décembre 1950 à Tunis, est un homme d'affaires, patron de presse, personnalité d'extrême droite, ancien propriétaire de l'hebdomadaire Minute et actuel actionnaire principal du magazine d'actualité Causeur.
Le journaliste d'investigation Frédéric Charpier décrit Gérald Penciolelli comme un homme « qui excelle dans la presse, la propagande et les opérations coup de poing dans les campagnes électorales », « connu pour son sens des affaires et un certain goût pour le secret ».

## Parcours partisan à l'extrême-droite
Selon Frédéric Charpier, Gérald Penciolelli aurait été à la fin des années 1960 membre du groupe d'extrême droite Occident, dissous le 31 octobre 1968, sans préciser les dates de cet engagement. Il aurait été formé au militantisme d'extrême droite par François Duprat, « dont il fait la connaissance alors qu'il est un jeune nationaliste et qu'ils démarchaient ensemble des ambassades à la recherche d'argent. En 1969, Penciolelli réalise ainsi son 1er journal, Un seul Nigéria, après avoir accompagné Duprat à l'ambassade du Nigéria ou ce dernier était allé chercher des fonds pour une opération de "lobbying" ».

### Ordre nouveau et Front national (1970-1973)
Dans les années 1970, Penciolelli est un militant particulièrement actif de l'extrême droite française.
En mai 1970, il est élu membre du conseil national d'Ordre nouveau. Parallèlement, il milite au sein de l'Union des Lycées de Paris, émanation d'Ordre Nouveau qui vise à combattre la propagande de gauche dans les lycées. De plus, il fréquente les Comités pour la défense de la République (CDR) dirigés par Charles Pasqua.
Selon les renseignements généraux, au printemps 1971, les militants d'Ordre Nouveau décident, afin de ne plus dépendre des journaux amis comme Rivarol, de confier à Duprat, Philippe Asselin et Christian de Bongain (dit Xavier Raufer) le lancement de leur propre périodique. Après plusieurs retards causé par de problèmes de trésorerie, paraît à l’été 1971 le 1er numéro de Pour un Ordre Nouveau, avec un tirage estimé entre 5 000 de 10 000 exemplaires. Gérald Penciolelli, associé à Jack Marchal et Catherine Barnay (ancienne des Jeunesses patriotes et sociales de Roger Holeindre), participe activement à la mise en forme du journal, tandis que Duprat et Alain Renault s'occupent de la rédaction.
Durant les années 1970, Penciolelli et François Duprat aurait continué à démarcher ensemble des ambassades à la recherche de fonds. En 1972, Penciolelli aurait accompagné Duprat à « un rendez-vous avec l'attaché militaire de la délégation du Sud-Vietnam à Paris qui, après négociation, leur [aurait accordé] quelques modestes subventions pour des travaux de propagande »,.
Les 10 et 11 juin 1972, au 2e congrès d'Ordre Nouveau ("Nous sommes le Front national"), Penciolelli figure parmi les 33 membres du conseil national présents et représente la région parisienne. À ce congrès est voté une motion de politique générale adoptée à l'unanimité qui acte la constitution d'un Front National aux élections, ainsi que l'adoption d'un motion de la commission électorale souhaitant "que les candidats d'Ordre nouveau se présentent sous l'étiquette 'Front national' et non 'Front national pour un Ordre nouveau". Cette dernière est votée à 78,9% "pour" (224 mandats), 18,3% "contre" (52 mandats) et avec 2,8% d'abstentions (8 mandats). C'est en vérité lors de ce congrès que sont officiellement jetées les bases du FN, dans une salle où les traditionnelles croix celtiques côtoient désormais des drapeaux français.
Le 1er décembre 1972, le n°16 de Pour un Ordre Nouveau, le journal de l'organisation, est diffusé par les NMPP (Nouvelles Messageries de la Presse Parisienne, structure qui deviendra Presstalis). Dans l'ours, Gérald Penciolelli est mentionné comme membre du secrétariat de rédaction. Pour le n°17, il est noté comme corédacteur en chef.
En mars 1973, Gérald Penciolelli se présente aux élections législatives à Bastia, sous l'étiquette Front national. Selon les données du Centre de données socio-politiques de Sciences Po, la liste représentant l'extrême droite durant ces élections n'emporte aucune voix au 1er tour.

### Parti des forces nouvelles (1974-1975)
Après la dissolution d'Ordre Nouveau le 28 juin 1973, Penciolelli participe au séminaire de Faire Front, journal et comité fondé et animé par des anciens membres d'Ordre nouveau œuvrant dans la continuité du deuxième congrès pour la formation d'un Front national.
Par la suite, il fait volte-face, et co-fonde avec Catherine Barnay le Parti des forces nouvelles (PFN), accompagné d'autres anciens membres dissidents d'Ordre Nouveau. Ce groupe néofasciste éphémère se voulait être un concurrent du Front National de Jean-Marie Le Pen. Lors du congrès constitutif du PFN à Bagnolet, des 9 et 11 novembre 1974, il est élu membre du comité central du PFN.
Il est exclu du parti en juin 1975. Il est alors suspecté de travailler pour les services de renseignement.

## Carrière dans l'édition

### Service (1973-1976)
Le 1er septembre 1973, Gérald Penciolelli co-fonde avec Alain Renault, Jack Marchal, Xavier Raufer, Jean-Marc Mathieu et Catherine Barnay la Société d'études et de recherches visuelles d'impression de composition et d'édition (SERVICE), dont il est gérant et actionnaire principal (80 parts sur 200).
La société édite des brochures anti-Mitterrand et anticommunistes, pour certaines financées par l’UIMM, syndicat patronal de la métallurgie (qui aurait aussi financé l'opération France-Matin),. D'après Frédéric Charpier, SERVICE réalise en 1974 « pour le camp giscardien des journaux électoraux maniant l'intox et les fausses nouvelles en présentant l'accession de la gauche au pouvoir comme apocalyptique ». Charpier explique que « sous la houlette d'Alain Madelin, elle réalise deux brochures férocement anti-Mitterrand ». Toujours d'après Charpier, elle aurait « produit différents opuscules pour le compte de l'UDR, [du] Front national des rapatriés, ou encore [conçu] des pochettes de disques éditées par la Société d'études et de relations publiques de Jean-Marie Le Pen ». Elle aurait aussi travaillé « pour Charles Pasqua et pour Hubert Bassot, spécialiste de la logistique électorale affilié au camp giscardien ».
La société sera liquidée le 1 juin 1976 ou déclarée en faillite le 5 juillet 1976.

### IREP (1978-1981)
En 1978, Penciolelli participe avec Jean-Marc Brissau, Catherine Barnay et Sixte-Henri de Bourbon-Parme à la création de l'Institut européen de recherches et d'études politiques (IREP), crée officiellement le 29 décembre 1978, et dont dépend la revue intitulée Confidentiel créée en 1979.
Pour Frédéric Charpier, l'IREP est en réalité la réalisation du projet porté par François Duprat avant son assassinat en mars 1978 de créer une « "branche renseignement" de l'Eurodroite, qui fédère alors en Europe les trois grands partis d'extrême-droite que sont Fuerza Nueva en Espagne, MSI en Italie et le PFN en France » . Cette structure internationale vise officiellement à « promouvoir l'idéal européen sous toutes ses formes et par tous les moyens ».
Gérald Penciolelli est le principal animateur de la revue, essentiellement financée par Sixte-Henri de Bourbon-Parme, « dont Penciolelli a longtemps été un proche collaborateur ». Selon Charpier, Penciolelli aurait en réalité été à la tête de l'IREP, qui aurait été financé par des régimes autoritaires d'Amérique du sud, entre autres.

Selon Charpier :
« de nombreuses notes du renseignement français affirment que l'IREP aurait été financé à Paris par des responsables militaires ou culturels de certaines ambassades, notamment celles d'Afrique du Sud, et de Rhodésie, qui entretiennent depuis des années des liens particuliers avec l'extrême droite française ».
Ces financements par des ambassades serait dans la continuité des activités de recherche de fonds entreprises depuis la fin des années 1960 par Duprat et Penciolelli,.
L'IREP s'auto-dissous début 1981,.
En 2010, Gérald Penciolelli est cité dans un entretien par le terroriste italien d'extrême-droite Fabrizio Zani (it) comme le membre du PFN et de l'IREP avec lequel il aurait été en contact dans la coordination de l'aide aux terroristes réfugiés de l'extrême-droite italienne organisée par les réseaux nationalistes révolutionnaires dans les années 1970.

## Patron de presse
D'après Charpier, après avoir participé au lancement d'une radio financée par l'Arabie saoudite, développé peu à peu une nébuleuse de société « enchevêtrées les unes aux autres », et attiré le regard des renseignements généraux qui l'ont intensivement surveillé, ce n'est véritablement qu'à la fin des années 1980 que Gérald Penciolelli entreprend une carrière de patron de presse.

### Le Choc du mois(1989-1993)
Il aurait commencé à apporter des fonds en septembre 1989 au mensuel « ouvertement néonazi » Le Choc du mois, et son nom y apparait en février 1990. Il en deviendra par la suite actionnaire. D'après Charpier, Penciolelli aurait par la suite racheté la Lettre du Magazine Hebdo, une autre publication liée à l'extrême-droite aujourd'hui disparue.

### Enquête sur l'histoire(1991-1999)
Gérald Penciolelli a été le directeur de publication de la revue française d'histoire Enquête sur l'histoire, fondée en 1991 par Dominique Venner, disparut en 1999, et liée à la mouvance de la Nouvelle Droite.

### Minute(1993-1999)
En 1993, Gérald Penciolelli rachète l'hebdomadaire d'extrême droite Minute au député FN Serge Martinez - qui l'avait acquis en 1990 - et en devient l'actionnaire principal. Il est qualifié de « véritable professionnel de la presse » par Minute dans une rétrospective pour les cinquante ans de l'hebdomadaire, qui lui attribue le mérite de lui avoir fait « retrouver ses couleurs ».
Avec l'intention de revenir à la forme de l'hebdomadaire original, il abandonne la présentation de type news, et transforme le format en taille type Le Canard enchaîné, avec pour slogan : « Tous les canards ne sont pas de gauche ».
En février 1999, Nicolas Miguet tente, sans succès, d'acheter le titre, alors en difficulté financière. Dans le numéro daté du 31 mars 1999, la direction de l'hebdomadaire appelait ses plus fidèles lecteurs à « sauver Minute ». En avril 1999, la société éditrice de Gérald Penciolelli, en cessation de paiement, est liquidée par le tribunal de commerce.
Le journal interrompt sa parution durant quelques mois. Nicolas Miguet, dans l'intervalle, lance une feuille titrée L’Hebdo et sous-titrée Le Nouveau Minute. L’équipe rédactionnelle, en conflit avec Gérald Penciolelli, annonce son intention d'acheter le titre et, entre-temps, sort le pastiche Un Faux Minute, distribué sur le parvis du tribunal de commerce, qui dénonce les agissements de Gérald Penciolelli, ainsi que ceux de Nicolas Miguet.
Finalement, en décembre 1999, le tribunal de commerce décide que Gérald Penciolelli n'a pas le droit de reprendre l'hebdomadaire, et attribue le titre à Catherine Barnay. Pourtant, cette dernière est très proche de Gérald Penciolelli. Elle est sa collaboratrice depuis les années 1970, que ce soit à la société SERVICE ou à l'IREP, elle est actionnaire de quelques-uns de ses holdings (Trent France, Sepi, 2MI) et elle a participé avec lui à la publication du mensuel néonazi Choc du mois, puis à la reprise de Minute en tant que rédactrice en chef technique. De plus, elle fonde une Société d'exploitation multimédias (SE2M), dont elle détient personnellement 49%, le solde appartenant à une association de soutien à Minute, fondée du temps où Penciolelli tentait d'en conserver les commandes. Mais les juges consulaires du tribunal de commerce ont estimé, le 6 octobre 1999, que Catherine Barnay n'était « pas dirigeante de droit et qu'il n'est pas prouvé qu'elle ait été dirigeante de fait » des sociétés de Gérald Penciolelli.
Gérald Penciolelli est généralement considéré comme à l'origine de la faillite du journal.

### Causeur,Transitions & ÉnergiesetConflits(depuis 2012)
En 2012, Gérald Penciolelli devient l'actionnaire principal du magazine d'actualité en ligne Causeur, à auteur de 46%. Ses parts s'élèveraient en 2013 à 44%. Par ailleurs, il intègre la holding Cantio, qui contrôle les magazines Causeur, Transitions & Énergies et Conflits. Selon une note de l’Observatoire national de l’extrême-droite rédigée par le chercheur indépendant et militant antifasciste René Monzat, Penciolelli occupe une place importante dans l'actionnariat (300 actions) de la revue de géopolitique Conflits grâce à sa holding personnelle Initial Concept, mais également dans Transitions & Énergies, dont il est décrit comme le fondateur et qu'il détient entièrement grâce la société éditrice Green Axxe Communication, « filiale d’une société Green Axxe luxembourgeoise dont le gérant unique et le détenteur de 100% des parts sociales est Gerald Penciolelli ».
Le mensuel Causeur, souvent qualifié de « réactionnaire », est créé en 2007 par la journaliste Élisabeth Lévy. Selon Le Monde, cette dernière a rencontré Penciolelli, décrit comme « un ami riche », par l'intermédiaire de « deux actionnaires fondateurs et collaborateurs » de Minute, également « piliers » du groupe d'intervention culturelle Jalons. D'abord le chroniqueur Bruno Tellenne (alias Basile de Koch), ex-plume de Charles Pasqua, marié à Frigide Barjot, collaborateur régulier de Causeur, et Marc Cohen, ancien rédacteur en chef de L'Idiot international. Parmi les autres actionnaires et sources de financement, on compte la femme d'affaires Anne Méaux et ancienne membre dirigeante du PFN comme Penciolelli, Charles Beigbeder ou le milliardaire Xavier Niel.
Entre 2012 et 2018, Penciolelli injecte environ 300 000 euros dans Causeur, afin d'équilibre les finances du journal. Mais malgré ces investissements, la société est restée largement déficitaire. Causeur a enregistré des pertes de 500 000 euros en 2017, 132 106 euros en 2018 et 183 858 euros en 2019, à rapporter à un chiffre d’affaires d'environ 1 million d’euros. Jusqu'en 2019, la société éditrice de Causeur est donc financièrement soutenue « à bout de bras » par Penciolelli,.
En 2020, L'Humanité explique que Causeur « a été financé par Gérald Penciolelli », ce qui pourrait signifier que ce n'était plus le cas à ce moment là. Pourtant, selon les statuts de Cantio, Penciolelli est en 2025 toujours noté comme « dirigeant et bénéficiaire effectif » de Causeur au côté du journaliste Gil Mihaely.
En septembre 2024, le journal d’information économique L'Informé révèle qu'au côté de l'essayiste libéral-conservateur Charles Gave, Penciolelli aurait permis à la holding Cantio de « réaliser une augmentation de capital de 2,3 millions d’euros en 2023 ».

## Économie du web et sites de rencontre
Depuis les années 2000, Gérald Penciolelli investirait en tant qu'homme d'affaires dans l'économie du net, et prendrait des « participations » via sa holding Initial Concept, établie au Luxembourg. Ses bureaux parisiens sont situés avenue d'Iéna, à l'étage inférieur du Cercle Iéna, un club où se retrouvent les anciens membres d'Ordre nouveau et du GUD.
En 2015, Gérald Penciolelli aurait acquis 20% du capital de la société d'édition et de presse Anteios, crée en 2008 par Pascal Gauchon, universitaire et cofondateur en 1974 avec Penciolelli du PFN, dont il a été secrétaire général.
En 2016, la cession du site de rencontres Attractive World au groupe allemand Affinitas, éditeur des sites Edarling.fr et EliteRencontre.fr, aurait rapporté plusieurs millions d'euros à Gérald Penciolelli, actionnaire d'Attractive Word à hauteur de 8%. Cela lui aurait permis d'investir à nouveau dans des startups de rencontres, avec « cette fois un prisme professionnel ».
Courant 2017, Gérald Penciolelli serait entré à hauteur de 20% dans le capital de OnVaBosser.fr une plate-forme de recrutement en ligne. Les cinq ou six millions d'euros levés par les fondateurs l'auraient « majoritairement » été auprès de Gérald Penciolelli.